# (44011) Juubichi
(44011) Juubichi est un astéroïde de la ceinture principale.

## Description
(44011) Juubichi est un astéroïde de la ceinture principale. Il fut découvert le 29 octobre 1997 à Nanyo par Tomimaru Okuni. Il présente une orbite caractérisée par un demi-grand axe de 3,06 UA, une excentricité de 0,07 et une inclinaison de 8,6° par rapport à l'écliptique.

## Compléments